# Gefechtshelm M92

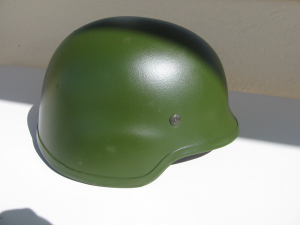
Шлем Gefechtshelm M92 пограничной охраны ФРГ

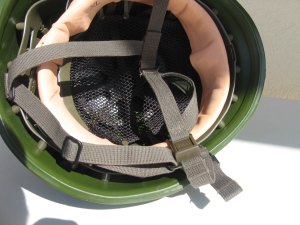

Gefechtshelm M92 — немецкий общевойсковой защитный шлем, который разработан и выпускается компанией Schuberth GmbH.

## История
Разработка нового шлема для бундесвера для замены находившихся в войсках стальных касок американского образца началась в конце 1960х годов и активизировалась в 1980е годы, после того, как на вооружение сухопутных войск США была принята каска PASGT. 15 января 1992 года шлем был официально представлен и в дальнейшем стал поступать в войска.
В ходе разработки новых средств индивидуальной защиты для военнослужащих по программе «Infanterist der Zukunft» в 2013 году в качестве замены шлемам этой модели был предложен новый защитный шлем Fast Ballistic Helmet компании Ops-Core (США).

## Описание
Композитный пулезащитный шлем из кевлара с полимерным покрытием, изготовлен в соответствии со стандартами НАТО к средствам индивидуальной защиты STANAG 2920. Обеспечивает противоосколочную и противопулевую защиту. Оснащён ременной системой для фиксации шлема на голове. Масса шлема составляет 1,4 кг.

## Варианты и модификации
- Schuberth Parade 826D — лёгкий декоративный шлем для батальона почётного караула федерального министерства обороны ФРГ (Wachbataillon beim Bundesministerium der Verteidigung).

## Страны-эксплуатанты
- ФРГ — c 1992 года используется в вооружённых силах, пограничной охране и иных силовых структурах
- Швейцария — в вооружённых силах Швейцарии используется модификация Schubert 826 Swiss Armed Forces с изменённым ремнем (для обеспечения совместимости каски со стандартным армейским противогазом CBRN)
- Украина — после начала вооружённого конфликта на востоке Украины в 2014 году некоторое количество шлемов поступило в добровольческий батальон «Донбасс»[1]. В дальнейшем, в ходе увеличения численности вооружённых сил Украины в (в том числе, за счёт создания частей территориальной обороны)[2] потребность в защитном снаряжении увеличилась. 26 января 2022 года правительство ФРГ согласилось бесплатно передать украинским войскам 5000 касок[3] (они были поставлены 26 февраля 2022)[4]; до 21 июля 2022 года было поставлено 28 000 шт. касок, в дальнейшем поставки продолжались (до 29 июля 2024 года было поставлено 58 тыс. шт.)[5]